# Liste von Pseudobasiliken – sonstige Staaten
▶ Liste(n) von Pseudobasiliken – Übersicht
Pseudobasiliken unterscheiden sich von echten Basiliken dadurch, dass sie keine Obergaden haben. In der Baustilkunde von Wilfried Koch werden sie als Untergruppe der Hallenkirchen bezeichnet. Bei Kirchenräumen, die in allen Teilen mit Kreuzgewölben gedeckt sind, ist die Abgrenzung zur Stufenhalle klar. Ist das Mittelschiff mit einem Tonnengewölbe gedeckt, fehlt das Kriterium der fensterlosen Hochschiffswand, in der die Schildbögen vollständig oberhalb der Arkadenscheitel liegen. Trotzdem werden in den Niederlanden, in denen viele Kirchenräume mit hölzernen Tonnengewölben gedeckt sind, Kirchen mit niedrigen Seitenschiffen auch dann als Pseudobasiliken bezeichnet, wenn das Gemäuer der Arkade knapp über den Scheiteln der Arkadenbögen endet. Andererseits können in gewölbelosen Kirchen mit geringer Dachneigung, beispielsweise in Italien, bei gleichartiger Arkadenkonstruktion die Seitenschiffe fast so hoch sein wie das Mittelschiff.
Anzahl: 17

## Finnland
– Siehe auch Hallenkirchen in Finnland (24) –
Anzahl: 6, davon 4 auch als Hallenkirche i. e. S. zu betrachten
| Ort                                 | Name/Patrozinium     | Anmerkungen | Fotos | Fotos |
| ----------------------------------- | -------------------- | --- | ----- | ----- |
| Hamina, Kymenlaakso                 | Marian Kirkko (CC)   | Kern 15. Jh., 1828 klassizistisch umgestaltet, Emporenhalle |       |       |
| Helsinki                            | Alte Kirche (CC)     | 1826, klassizistische Emporenhalle an der Grenze zur Pseudobasilika |       |       |
| Keminmaa, Lappland                  | Dorfkirche (CC)      | klassizistische Emporenhalle, Überhöhung des tonnengewölbten Mittelschiffs durch (teilweise blinde) Fenster in den Stirnwänden betont |       |       |
| Kerimäki, Savonlinna, Etelä-Savo    | Dorfkirche (CC)      | 1847, hölzerner klassizistischer Zentralbau, mit neugotischen Details, Hallenkirche mit Laternenturm, durch verschiedene Deckenhöhen auch Pseudobasilika; bis zu zwei Emporengeschosse                                                                |       |       |
| Leppävirta, Pohjois-Savo (Nordsavo) | Dorfkirche (CC) Savo | 1846, klassizistisch, Außenmauern geschlämmter Naturstein, klassizistische Emporenhalle an der Grenze zur Pseudobasilika: Mittelschiff Tonnengewölbe, Seitenschiffe flachgedeckt, architravartiger U-förmig umlaufender Unterzug auf eckigen Pfeilern |       |       |
| Orimattila, Päijät-Häme             | Stadtkirche (CC)     | 1866, klassizistisch, Mittelschiff und Querhaus tonnengewölbt, Seitenschiffe flachgedeckt, kräftige Architrave auf quadratischen Pfeilern |       |       |

## Kosowo
| Ort          | Name/Patrozinium                      | Anmerkungen | Fotos | Fotos |
| ------------ | ------------------------------------- | ----------- | ----- | ----- |
| Deçan/Dečani | Klosterkirche Visoki Dečani 1328–1335 |             |       |       |

## Rumänien
– Siehe auch Hallenkirchen in Rumänien (7) –
Anzahl: 5, davon eine teils Pseudobasilika, teils Hallenkirche
| Ort                       | Name/Patrozinium        | Anmerkungen                                                   | Fotos | Fotos              |
| ------------------------- | ----------------------- | ------------------------------------------------------------- | ----- | ------------------ |
| Ațel, Sibiu               | Lutherische Kirche (CC) | zweischiffiger Ausbau 15./16. Jh.                             |       |                    |
| Brateiu, Sibiu            | Lutherische Kirche (CC) | gotisch 14. Jh., zweischiffig mögl. 1481 (Wandgemälde)        |       |                    |
| Lechința, Bistrița-Năsăud | Lutherische Kirche (CC) | 14./15. Jh.                                                   |       | Innenfotos fehlen. |
| Mediaș                    | Margarethenkirche (CC)  | 1438 mit älteren Vorgängern, Seitenschiff 1488 fertiggestellt |       |                    |
| Ocna Sibiului             | Reformierte Kirche (CC) | gotischer Ausbau 16. Jh.                                      |       |                    |

## Slowenien
– Siehe auch Hallenkirchen in Slowenien (11) –
Anzahl: 2
| Ort     | Name/Patrozinium                                           | Anmerkungen                                                                | Fotos | Fotos   |
| ------- | ---------------------------------------------------------- | -------------------------------------------------------------------------- | ----- | ------- |
| Stična  | Klosterkirche Žalostne Matere Božje (Mariä Schmerzen) (CC) | 1622 (nach zweimaliger Zerstörung durch türkische Invasoren 1475 und 1529) |       |         |
| Velenje | Sv. Martina                                                | 20. Jh. mit älteren Teilen                                                 |       | (Video) |

## Tschechien
– Siehe auch Hallenkirchen in Tschechien (37) –
Anzahl: 3
| Ort                        | Name/Patrozinium                                          | Anmerkungen                                                                                                | Fotos | Fotos |
| -------------------------- | --------------------------------------------------------- | --- | ----- | ----- |
| České Budějovice (Budweis) | Katedrála svatého Mikuláše (St.-Nikolaus-Kathedrale) (CC) | barocker Umbau bis 17895 aus einer gotischen Basilika des 16. Jh.                                          |       |       |
| Hradec Králové             | Heilig-Geist-Kathedrale                                   | Chor 1339–1342, Hallenschiff 1460–1470                                                                     |       |       |
| Pelhřimov                  | Kostel svatého Bartoloměje (CC)                           | Anfänge 14. Jh., Verbreiterung 1553, Übergang Gotik/Renaissance, Seitenschiffe mit je einer Empore gefüllt |       |       |

## Belege
1. ↑  Wilfried Koch: Baustilkunde. 33. Auflage. 2016, ISBN 978-3-7913-4997-8, S. 477, Stichwort 601.
2. ↑  Hrady: kostel sv. Bartoloměje

- Karte mit allen verlinkten Seiten:
- OSM |
- WikiMap